# 鄧肯 (密蘇里州)
鄧肯（英語：Duncan）是位於美國密蘇里州韋伯斯特縣及賴特縣的非建制地區。

## 歷史
鄧肯的郵局於1871年設立，其後於1923年停運。

## 地理
鄧肯所處的海拔為高於海平面442米（即1450英呎），而該地所採用的時區為UTC-6，即北美中部時區（CST）。同時該地設有夏令時間，為UTC-6調快一小時，即UTC-5（CDT）。